# Ivan Levenec
Ivan Pavlovič Levenec (in russo Иван Павлович Левенец?; Anapskaja, 22 febbraio 1980) è un ex calciatore russo, di ruolo portiere.